# Płotniki (rejon kumioński)
Płotniki (ros. Плотники) – wieś (dieriewnia) w Rosji, w obwodzie kirowskim, w rejonie kumiońskim. W 2010 liczyła 324 mieszkańców.